# Substance (Joy Division)
Substance is een album van Joy Division. Het album is een verzamelalbum. Dit is het eerste echte verzamelalbum van Joy Division. Het album Still kwam in ook al uit in 1981 maar is niet een echt verzamelalbum, vanwege de enorme hoeveelheid live tracks.
Meer verzamelalbums van Joy Division komen later nog uit. In 1995 komt Permanent (the best of) uit en in 1997 komt Heart And Soul, een vier cd's bevattende boxset, uit.

## Ontwerp
De cover van het album is ontworpen door Brett Wickens die daarbij gebruik maakte van Wim Crouwel's lettertype New Alphabet.

## Tracks
1. "Warsaw" (2:25)
2. "Leaders of Men" (2:35)
3. "Digital" (2:50)
4. "Autosuggestion" (6:08)
5. "Transmission" (3:36)
6. "She's Lost Control" (4:45)
7. "Incubation" (2:52)
8. "Dead Souls" (4:56)
9. "Atmosphere" (4:10)
10. "Love Will Tear Us Apart" (3:25)
11. "No Love Lost" (3:43)
12. "Failures" (3:44)
13. "Glass" (3:53)
14. "From Safety to Where...?" (2:27)
15. "Novelty" (4:00)
16. "Komakino" (3:52)
17. "These Days" (3:24)

Ian Curtis · Peter Hook · Stephen Morris · Bernard Sumner